# Historia precolonial de la República Democrática del Congo
La historia precolonial de la República Democrática del Congo abarca la historia política, económica y social del territorio de la actual República Democrática del Congo antes de la llegada del dominio colonial europeo a finales del siglo XIX.
El territorio actual de la República Democrática del Congo fue ocupado por los seres humanos en el Paleolítico hace al menos 80 000 años. Olas de migraciones  bantúes desde el año 2000 a. C. hasta el año 500 d. C. llegaron a la cuenca desde el noroeste y cubrieron los estados precoloniales absorbidos o derrocados por las potencias coloniales.
Las migraciones bantúes añadieron y desplazaron a las poblaciones  pigmeas indígenas de las regiones meridionales de los modernos estados del Congo. Los bantúes importaron la agricultura y las técnicas de trabajo del hierro de África Occidental a la zona, y establecieron a la familia de lenguas bantúes como el principal grupo de lenguas para los congoleños. Las migraciones posteriores desde las regiones de Darfur y  Kurdufan de Sudán hacia el norte del Congo, así como los africanos orientales que emigraron hacia el este del Congo, se sumaron a la mezcla de grupos étnicos.

## Paleolítico
La zona que ahora se conoce como República Democrática del Congo ya estaba poblada hace 80 000 años, como lo demuestra el descubrimiento en 1988 del arpón Semliki en Katanda, uno de los arpones de púas más antiguos que se han encontrado y que se cree que se utilizó para capturar bagres de río gigantescos.
En 1960 se descubrió la herramienta para hueso de Ishango, fabricada a partir del peroné de un  babuino con una pieza afilada de cuarzo fijada en un extremo, tal vez para grabar. Primero se pensó que era un palo de cuenta, ya que tiene una serie de lo que se ha interpretado como marcas de cuenta talladas en tres columnas a lo largo de la herramienta, pero algunos científicos han sugerido que las agrupaciones de las muescas indican una comprensión matemática que va más allá del conteo. Se cree que ahora tiene más de 20 000 años de antigüedad.

## Migración bantú
Se cree que la expansión de los bantúes ha llegado a la actual RDC, así como al norte de Angola y Zambia, posiblemente ya en el año 500 a. C., y luego comenzó gradualmente a expandirse hacia el sur.
Su propagación se aceleró con la adopción del pastoreo y de la tecnología de la Edad de Hierro. Las personas que vivían en el sur y el suroeste eran grupos de cazadores-recolectores, cuya tecnología implicaba un uso mínimo de las tecnologías del metal. El desarrollo de herramientas metálicas durante este período revolucionó la agricultura y la ganadería. Esto condujo al desplazamiento de los grupos de cazadores-recolectores en el este y el sureste.
El siglo X marcó la expansión final de los bantúes en el África occidental y central, y el aumento de la población pronto hizo posible la creación de intrincadas redes comerciales locales, regionales y extranjeras, formando redes que comerciaban principalmente con la sal, el hierro y el cobre.

## Cultura Upemba
En el siglo XV, una sociedad comenzó a desarrollarse en la depresión de Upemba a orillas del río Lualaba en Katanga. Esta cultura, conocida como la Upemba, evolucionaría eventualmente hacia el más significativo Imperio Luba, así como hacia el Reino de Lunda.
El proceso de transición de la primitiva sociedad Upemba original al reino Luba fue gradual y complejo. Esta transición transcurrió sin interrupción, con varias sociedades distintas que se desarrollaron a partir de la cultura Upemba antes de la génesis de los Luba. Cada una de estas sociedades basó la fundación de su sociedad en la que la precedió (de la misma manera que muchos aspectos de la cultura romana fueron tomados prestados de los griegos). En el siglo V, esta evolución social se desarrolló en la zona que rodea la actual Kamilamba en el Kabambasee, a la que siguieron y reemplazaron otras culturas que se asentaron en torno a las ciudades de Sanga y Katango.
La región en la que aparecieron estas culturas es particularmente rica en minerales y estas civilizaciones comenzaron a desarrollar e implementar la tecnología del hierro y el cobre, además del comercio de marfil y otros bienes. Los Upemba establecieron una fuerte demanda comercial de sus tecnologías metálicas y pudieron establecer una red comercial de largo alcance (las conexiones comerciales se extendieron a lo largo de 1500 km, hasta el océano Índico). Además, la región estaba dotada de condiciones agrícolas favorables y de una gran riqueza pesquera y cinegética.
Su fuerte economía y su base de alimentos permitieron que la región se volviera extremadamente rica. Tan ricos, de hecho, que las ciudades y el gobierno centralizado basado en un sistema de cacicazgos se desarrollaron. La institución política del cacique se hizo generalmente aceptada y estos gobernantes se hicieron cada vez más poderosos, especialmente a finales del siglo XVI.

## Efectos de la geografía y el clima
Además, debe mencionarse que, como ocurre hoy en día, las condiciones río Congo y sus afluentes, así como las  condiciones climáticas en general, desempeñan un papel importante en la formación de las divas de los habitantes del Congo. Los ríos son y fueron tremendamente importantes para el comercio regional y proporcionan una vasta red natural para tales actividades, además de proporcionar una fuente de alimento y agua  lo cual es innecesario decirlo, abundante, a la población.
También debe mencionarse que el clima es una fuerza importante en el Congo, que se compone principalmente de selva tropical que ve algunas de las precipitaciones anuales más altas del mundo. Esta alta cantidad de lluvia hace que sea difícil mantener la agricultura, y posteriormente una gran población porque el suelo simplemente está demasiado aguado y es propenso a inundaciones periódicas, que pueden arruinar las cosechas, para producir grandes cantidades de alimentos. Por esta razón, la población del Congo ha mantenido una población baja además de una densidad de población extremadamente baja.
También se ha hablado mucho del gran número de grupos primitivos de cazadores-recolectores que habitan el Congo, especialmente la población pigmea. La razón por la que este estilo de vida en particular es tan prominente en el Congo es geográfica y climática: la zona simplemente no es capaz de producir una gran cantidad de alimentos a partir de la agricultura, y como resultado, una parte de la población ha continuado cazando y recolectando porque es una forma de vida mucho más sostenible.

## Reino de Kongo (1390-1914)

Un mapa de civilizaciones africanas preeuropeas

La fuerza política dominante de la región del Congo antes y durante la llegada de los europeos fue el Reino de Kongo. El Kongo era un estado situado principalmente en la parte suroeste del Congo moderno, y también ocupaba partes del norte de Angola y Kabinda. En su mayor extensión, el reino se extendía desde el océano Atlántico en el oeste hasta el río Kwango en el este, y desde el Point Noire en el norte hasta el río Loje en el sur.
El reino estaba encabezado por un rey conocido como el Manikongo, que ejercía su autoridad sobre las seis provincias que constituían el reino Kongo y los Bakongo, pueblos Kongo. Cuando el Reino Kongo estaba en su apogeo político en los siglos XV y XVI, el rey, que tenía que ser un descendiente masculino de Wene, reinaba de forma suprema.
Fue elegido por un grupo de gobernadores, generalmente los jefes de familias importantes y ocasionalmente también funcionarios portugueses. Las actividades del tribunal estaban respaldadas por un amplio sistema de funcionarios públicos, y el propio tribunal solía estar integrado por numerosos parientes varones del Rey.
Las aldeas eran gobernadas a menudo por parientes menores del Rey que eran responsables ante él. Todos los miembros del gobierno fueron investidos con su poder bajo los auspicios de un especialista en rituales. El Manikongo nombró personalmente una especie de gobernador para cada una de las seis provincias para que supervisara a cada una de ellas desde su capital, Mbanza-Kongo. La ciudad es ahora conocida con el mismo nombre que la capital de una provincia angoleña, pero durante un tiempo fue rebautizada por los manikongo como São Salvador en un esfuerzo por adoptar la cultura portuguesa.
En su apogeo, el Reino exigía impuestos, trabajos forzados y cobraba multas a sus ciudadanos para poder prosperar. A veces, los pueblos esclavizados, el marfil y el cobre eran comercializados a los europeos en la costa. El puerto más importante era Mpinda, Soyo moderno. Además de las seis provincias, el reino Kongo también estableció una esfera de influencia en varias zonas periféricas de las que pudo extraer tributos.
El reino también estaba en el centro de una extensa red comercial centroafricana en la que comerciaba y producía grandes cantidades de marfil, así como de cobre,  tela de rafia y cerámica, junto con otros recursos naturales ya que la región oriental del Congo como la provincia de Katanga es particularmente rica en recursos minerales, especialmente diamantes. Estos bienes de comercio también formarían, además de esclavos, la columna vertebral del comercio del Kongo con los europeos, principalmente los portugueses, a su llegada.
La mencionada trata de esclavos iba a ser un factor importante para poner fin al Kongo, ya que las élites del reino permitían a los  traficantes de esclavos europeos eliminar a un porcentaje significativo de la población.
Cuando el rey Álvaro I subió al trono en un ambiente de contienda en 1568, inmediatamente tuvo que luchar contra los invasores del este, que algunas autoridades creen que eran en realidad rebeldes dentro del país, ya fueran campesinos o nobles descontentos, llamados los Jagas. Para ello, tuvo que recurrir a la ayuda de los portugueses afincados en  Santo Tomé, que enviaron una expedición bajo la dirección de Francisco de Gouveia Sottomaior para ayudar. Al mismo tiempo, sin embargo, Álvaro tuvo que permitir que los portugueses establecieran una colonia en su provincia de Luanda, en el sur de su país. Kongo prestó apoyo a los portugueses en su guerra contra el Reino de Ndongo, situado en el interior este de Luanda, cuando Portugal entró en guerra con él en 1579. Con el tiempo, los portugueses se apoderaron de la mayor parte del territorio circundante, lo que provocó un aumento de las tensiones con los kongoleños.
En la batalla de Ambuíla en 1665, las fuerzas portuguesas de Angola derrotaron a las fuerzas del rey Antonio I de Kongo; Antonio fue asesinado con muchos de sus cortesanos y el escritor luso-africano Manuel Roboredo, que había intentado evitar esta guerra final. Sin embargo, el país siguió existiendo, al menos de nombre, durante más de dos siglos, hasta que el reino se dividió entre Portugal, Bélgica y Francia en la Conferencia de Berlín en 1884-1885.

## Reino Luba (1585-1889)
El Reino Luba surgió de la cultura Upemba y fue fundado por King Kongolo alrededor de 1585. Su sobrino e inmediato, Kalala Ilunga, se expandió hasta convertirse en un imperio sobre los estados vecinos en los territorios de la ribera superior izquierda del río Lualaba. En su apogeo, el imperio contaba con alrededor de un millón de personas que rindieron tributo a su rey.
El éxito del Imperio Luba se debió en gran parte a su desarrollo de una forma de gobierno lo suficientemente duradera como para soportar las interrupciones de los conflictos de sucesión y lo suficientemente flexible como para incorporar a líderes y gobiernos extranjeros. Se basaba en los principios gemelos de la sagrada realeza y el gobierno por consejo. El modelo de gobierno de Luba tuvo tanto éxito que fue adoptado por el Reino de Lunda y se extendió por Katanga y el norte de Angola, así como por el noroeste de Zambia y su provincia de Luapula.

## Reino Lunda (1665-1887)
El nacimiento del Reino lunda se remonta a Ilunga Tshibinda, que dejó el  Reino luba de su hermano y se casó con una princesa de una zona del sur de Katanga. Su hijo, Mwaant Yav o Mwata Yamvo, formó allí el Reino central de Lunda, con una población de unos 175 000 habitantes, y se convirtió en su gobernante de 1660 a 1665. Su título y nombre fueron pasados a sus descendientes y sucesores como gobernantes del reino.
Los reyes Lunda se volvieron poderosos militarmente y luego políticamente a través del matrimonio con los descendientes de los reyes Luba. El pueblo Lunda pudo asentarse y colonizar otras áreas y tribus, extendiendo así su imperio a través del suroeste de Katanga hacia Angola y el noroeste de Zambia, y hacia el este a través de Katanga hacia lo que ahora es la provincia de Luapula de Zambia. El imperio se convirtió en una confederación de una serie de reinos o cacicazgos que disfrutaban de cierto grado de autonomía local, siempre que se pagaran tributos, con Mwata Yamvo como gobernante supremo y un consejo de gobierno siguiendo el modelo Luba para ayudar en la administración.
En el siglo XVIII se produjeron varias migraciones desde el Imperio  Lunda hasta la región al sur del lago Tanganica. El pueblo Bemba bajo Chitimukulu emigró del Reino Lunda al norte de Zambia. Al mismo tiempo, un jefe y guerrero Lunda llamado Mwata Kazembe estableció un reino Lunda Oriental en el valle del río Luapula.

## Reino de Yeke (1856–1891)

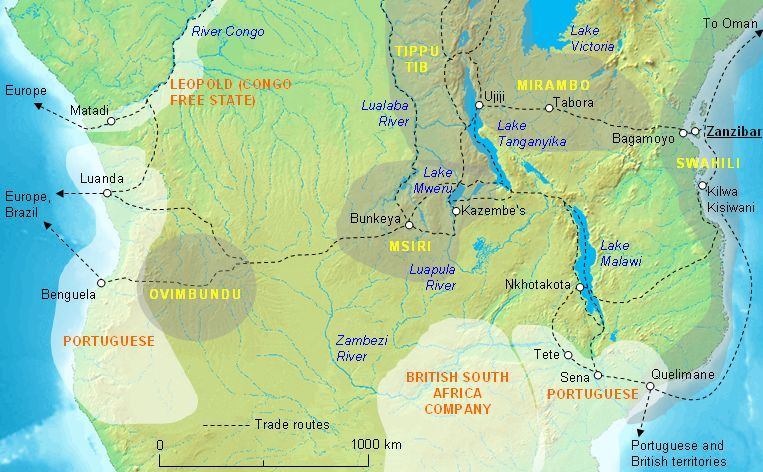
El sur de África Central en 1890 muestra la posición central del Reino Yeke de Msiri y las principales rutas comerciales, con los territorios aproximados de los principales aliados de Msiri (nombres en amarillo) y las áreas aproximadas ocupadas por las potencias europeas (nombres en naranja - no muestra esferas de influencia o fronteras). El comercio de la costa este estaba controlado por el sultán de Zanzíbar. No se muestran las áreas de influencia de otras tribus y de Francia y Alemania

El Reino de Yeke (o Reino Garanganze) en Katanga fue efímero, existiendo desde aproximadamente 1856 hasta 1891 bajo un rey, Msiri, un Nyamwezi, también conocido como Yeke, de Tabora en Tanzania que fue nombrado sucesor de un jefe Wasanga al oeste del río Luapula derrotando a los enemigos del jefe de Lunda.
Una vez instalado conquistó las tribus vecinas y expandió el  cacicazgo en un reino, tomando el territorio occidental de Mwata Kazembe y subyugando a las tribus del suroeste, en la ruta comercial hacia Angola. Cuando el rey Leopoldo II de Bélgica y el imperialista británico Cecil Rhodes se enteraron de que el Reino Yeke controlaba el comercio este-oeste y era rico en cobre y posiblemente en oro, enviaron expediciones en competencia para tratar de obtener un tratado para el reino.
La «Expedición de las Escaleras» enviada por Leopoldo bajo la bandera de su Estado Libre del Congo fue la ganadora de esta lucha por Katanga cuando mató a Msiri poniendo su cabeza en un poste como una lección para su pueblo, e instaló a un sucesor que firmaría el traspaso de Katanga a Leopoldo. El cacicazgo continúa hasta el día de hoy bajo el título de Mwami Mwenda ("Mwenda" era uno de los nombres de Msiri).

## Federación de Kuba
El Reino de Kuba, o más exactamente, la Federación Kuba, era una entidad política que comprendía una colección de aproximadamente veinte grupos étnicos bantúes que comenzó a desarrollarse a partir de una serie de estados bantúes descentralizados: los grupos étnicos Luba, Leele y Wongo.
La capital de la federación era Nsheng, que ahora es el moderno Mushenge. El nombre "Kuba" se deriva del término utilizado por los Luba (cuyo reino estaba al sur de Kuba) para la civilización.
Debido a su relativa lejanía en el sur del Congo, Kuba se salvó en gran medida de la agitación de la trata de esclavos tanto europea como árabe. Como resultado, la civilización pudo mantenerse hasta el siglo XIX. También debido principalmente a su ubicación, incluso después de que Bélgica estableció oficialmente el Estado Libre del Congo en 1885, los kuba pudieron mantener su federación, que comprendía unos 100.000 kilómetros cuadrados y tenía una población de aproximadamente 150.000 habitantes.
Los belgas comenzaron a intentar obtener la aceptación del Kuba a principios de la década de 1880; sin embargo, los regalos que Bélgica intentó dar siempre fueron rechazados y el rey aMbweeky aMileng amenazó con decapitar a cualquier intruso extranjero. Como resultado de su miedo a los extranjeros blancos, no fue hasta que el misionero afroamericano William Sheppard hizo contacto con los kuba que un extranjero ganaría su aceptación. Esto se debió principalmente a su sangre africana y Sheppard pudo vivir entre los Kuba durante cuatro meses.
Eventualmente, después de que los oficiales coloniales pudieron imponer su autoridad sobre los kuba a finales del siglo XIX, toda la región se volvió cada vez más inestable. Sin embargo, el bien organizado Kuba luchó implacablemente contra el régimen y la zona fue uno de los principales sectores de resistencia a Bélgica a lo largo de su mandato.

## Otros estados
Los kongo y los kuba eran las entidades políticas más grandes de la zona precolonial del Congo. Sin embargo, había otros numerosos estados mucho más pequeños dispersos por todo el territorio en el norte y el noreste, con pigmeos y otras poblaciones principalmente cazadoras-recolectoras ubicadas principalmente en las partes meridionales de la región.
Cabe destacar que las poblaciones de las regiones orientales del Congo precolonial se vieron gravemente perturbadas por la constante esclavitud, principalmente de los traficantes de esclavos de Zanzíbar, como el infame Tippu Tip (aunque vendría después de la entrada de los europeos en escena). La  trata de esclavos en esta parte de África era principalmente de carácter árabe. A diferencia de la trata de esclavos europea o atlántica, que tuvo lugar principalmente en África occidental, la trata de esclavos árabe se situaba en la costa oriental del continente, y las personas capturadas eran enviadas al Oriente Medio o a explotaciones de los reinos árabes para su trabajo.